# Aphthargelia symphoricarpi
Aphthargelia symphoricarpi är en insektsart som först beskrevs av Thomas 1878.  Aphthargelia symphoricarpi ingår i släktet Aphthargelia och familjen långrörsbladlöss. Inga underarter finns listade i Catalogue of Life.